# Josette Audin
Pour les articles homonymes, voir Audin.
Josette Audin, née Sempé le 15 février 1931 à Alger et morte le 2 février 2019 à Bobigny, est une professeure de mathématiques et militante politique contre le racisme et le colonialisme, épouse de Maurice Audin, sur la disparition duquel elle a demandé toute sa vie des explications.

## Biographie
Josette Sempé est née à Alger, de nationalité française. Elle rencontre Maurice Audin à la faculté, ils ont tous les deux une vingtaine d'années et partagent la même passion pour les mathématiques. Josette Audin est alors adjointe d'enseignement de mathématiques au lycée Gautier d'Alger,. Ils se marient en janvier 1953 et ils ont trois enfants : Michèle en janvier 1954, Louis en octobre 1955 (décédé en 2006) et Pierre en avril 1957(décédé en mai 2023).
Outre les mathématiques, Josette et Maurice partagent le même amour de l'Algérie, de ses peuples et de ses traditions, le même rejet du colonialisme, la même conviction que les Algériens ont droit à la dignité et à l'autodétermination. Lorsque le conflit éclate, fin 1954, ces deux membres du Parti communiste algérien espèrent une émancipation du territoire.
Maurice Audin est enlevé par les paras de l’armée française le 11 juin 1957 et déclaré « disparu » ensuite : dix jours plus tard, la version officielle des autorités annonce à Josette que son mari s'est échappé d'une Jeep et qu'il a disparu. En réalité, il a été transféré, comme d'autres, dans un centre d'interrogatoire situé au centre d'Alger, où il est soumis à la torture. L'historien Pierre Vidal-Naquet a établi, faits à l'appui, que Maurice Audin était mort sous la torture des parachutistes le 21 juin 1957, mais la vérité n'est pas admise officiellement. Elle dépose plainte contre X pour homicide volontaire le 4 juillet et lutte pour que la vérité soit faite sur la mort de son époux.
Josette Audin quitte l'Algérie en 1966, après le coup d'État d'Houari Boumediene. Elle enseigne au lycée Romain-Rolland d'Argenteuil de 1967 jusqu'à sa retraite en 1991. À chaque élection présidentielle, Josette Audin prend la plume pour écrire au nouveau président. Elle reçoit en tant que militante du MRAP la décoration de chevalier de la Légion d’honneur en novembre 1983 par le général de Bollardière. Elle reçoit également avec ses enfants une indemnité à la suite de l'intervention de Robert Badinter. Son combat a également été mené par sa fille, la mathématicienne Michèle Audin. Le président de la République François Hollande a fait un premier pas en reconnaissant en 2014 que Maurice Audin était mort en détention, puis le président Emmanuel Macron reconnaît la responsabilité de l'État français dans la mort de Maurice Audin le 13 septembre 2018. Il annonce la dérogation générale des archives relatives aux disparus de la guerre d'Algérie et encourage les témoins à faire connaître la vérité.
Josette Audin meurt le 2 février 2019 à l'hôpital de Bobigny.

## Décoration
- Chevalier de la Légion d'honneur (novembre 1983). Décoration remise par le général de Bollardière.